# أندرياس مولر (دراج)
أندرياس مولر (بالألمانية: Andreas Müller)‏ هو دراج نمساوي، ولد في 25 نوفمبر 1979 في برلين في ألمانيا.

## وصلات خارجية
- أندرياس مولر على موقع الاتحاد الدولي للدراجات (الإنجليزية)
- أندرياس مولر على موقع أرشيف الدراجات (الإنجليزية)
- أندرياس مولر على موقع إحصائيات الدراجات الإحترافية (الإنجليزية)
- أندرياس مولر على موقع نسبة الدراجات (الإنجليزية)
- أندرياس مولر على موقع أوليمبيديا (الإنجليزية)